# Ioánnis Chrístou
Pour les articles homonymes, voir Chrístou.
Ioánnis Chrístou (grec : Ιωάννης Χρήστου), né le 23 juin 1983, est un rameur grec.
Il a représenté la Grèce lors des Jeux olympiques 2008.

## Palmarès

### Jeux olympiques
- 2008 à Pékin,  Chine

### Championnats du monde
- 2010 à Karapiro,  Nouvelle-Zélande
  -  médaille de bronze en deux de pointe

### Championnats d'Europe d'aviron
- 2007 à Poznań,  Pologne
  -  Médaille d'or du deux de couple
- 2008 à Marathon,  Grèce
  -  Médaille d'or du skiff
- 2009 à Brest,  Biélorussie
  -  Médaille d'argent du skiff

### Jeux méditerranéens
- 2005 à Almería,  Espagne
  -  Médaille d'argent du deux sans barreur
- 2009 à Pescara,  Italie
  -  Médaille d'or du skiff